# Eurydomé (lune)
Eurydomé (J XXXII Eurydome) est un petit satellite naturel de Jupiter. Il fut découvert en 2001 (d'où sa désignation temporaire S/2001 J 4).
Il appartient au groupe de Pasiphaé, constitué de lunes irrégulières et rétrogrades qui orbitent Jupiter à des distances entre 22,8 et 24,1 Gm et à des inclinaisons variant de 144,5° à 158,3°.
Il tire son nom de la mère des Charites (ou Grâces), les personnifications des charmes et des joies de la vie (dont Zeus serait le père, d'après certains auteurs, alors que d'autres attribuent leur maternité à Euanthé). Hésiode a rendues célèbres les Trois Grâces : Euphrosyne (Joie), Aglaé (Splendeur du beau) et Thalie (Floraison).